# 김지윤 (농구 선수)
김지윤(金志胤, 1976년 2월 7일 ~ )은 대한민국의 은퇴한 농구 선수로 1996년 하계 올림픽과 2000년 하계 올림픽에 참가했다.